# انتریم، شهرستان انتریم
انتریم، کاونتی انتریم (به انگلیسی: Antrim, County Antrim) یک شهرک و پریش (تقسیمات اداری) در بریتانیا است که در شهرستان انتریم واقع شده‌است. انتریم ۲۰٬۰۰۱ نفر جمعیت دارد.